# Bitva u Klušina
Bitva u Klušina mezi polským a ruským vojskem se odehrála 4. července 1610 u vesnice Klušino u Smolensku. Bitva byla součástí Polsko-ruské války (1605–1618). Polská jízda, jejímž hlavním velitelem byl hejtman Stanisław Żółkiewski, drtivě zvítězila nad Rusy a jejich švédskými spojenci, přestože byla početně výrazně slabší.